# Back to Bedlam
Back to Bedlam é o álbum de estreia do cantor, compositor, multi-instrumentista britânico James Blunt, lançado pela Custard Records em 2005.
| Críticas profissionais                                                      | Críticas profissionais |
| Avaliações da crítica                                                       | Avaliações da crítica  |
| Fonte                                                                       | Avaliação              |
| --------------------------------------------------------------------------- | ---------------------- |
| allmusic                                                                    | [ 1 ]                  |
| musicOMH.com                                                                | (desfavorável)         |
| Rolling Stone                                                               | [ 3 ]                  |
| Sputnikmusic                                                                | [ 4 ]                  |
| Esta tabela precisa de ser acompanhada por texto em prosa. Consulte o guia. |                        |

## Faixas
1. "High"   (James Blunt; Ricky Ross) – 4:03
2. "You're Beautiful"   (James Blunt; Sacha Skarbek; Amanda Ghost) – 3:33
3. "Wisemen"   (James Blunt; Jimmy Hogarth; Sacha Skarbek) – 3:42
4. "Goodbye My Lover"   (James Blunt; Sacha Skarbek) – 4:18
5. "Tears and Rain"   (James Blunt; Guy Chambers) – 4:04
6. "Out of my Mind"   (James Blunt) – 3:33
7. "So Long, Jimmy"   (James Blunt; J. Hogarth) – 4:24
8. "Billy"   (James Blunt; Sacha Skarbek; Amanda Ghost) – 3:37
9. "Cry"   (James Blunt; Sacha Skarbe) – 4:06
10. "No Bravery"   (James Blunt; Sacha Skarbek) – 4:00